# Сусковоля
Сусковоля (пол. Suskowola) — село в Польщі, у гміні Пйонки Радомського повіту Мазовецького воєводства.
Населення — 1458 осіб (2011).

## Демографія
Демографічна структура станом на 31 березня 2011 року:
|          | Загалом | Допрацездатний вік | Працездатний вік | Постпрацездатний вік |
| -------- | ------- | ------------------ | ---------------- | -------------------- |
| Чоловіки | 715     | 141                | 503              | 71                   |
| Жінки    | 743     | 142                | 451              | 150                  |
| Разом    | 1458    | 283                | 954              | 221                  |